# باراکوتها
باراکوتها (به لاتین: Barakotha) یک روستا در بنگلادش است که در استان باریسال و در ناحیه باریسال واقع شده است.